# Dollerød
Dollerød (dansk) eller Dollrott (tysk) er et gods beliggende ved Dollerødmark i det østlige Angel i Sydslesvig. Administrativt hører Dollerød under Sønder Brarup i Slesvig-Flensborg kreds i den nordtyske delstat Slesvig-Holsten. I kirkelig henseende hører stedet under Ravnkær Sogn. Sognet lå i den danske periode indtil 1864 i Slis Herred (Gottorp Amt, Slesvig). 
Bebyggelsen i Ravnkær Sogn hørte før under det danske krongods i Gelting. I 1500-tallet kom gården samen med en række strøgods til Satrupholm, som havde fælles ejer med Gelting. Gården i Dollerød fungerede i denne tid som avlsgård under Satrupholm. I 1629 købte Frederik 3. af Gottorp gården, som på dette tidspunkt var forbundet med spredtliggende ejendomme i Borne Sogn (Gyderød), Brodersby Sogn (Goltoft), Ravnkær Sogn (Ravnkær), Sønder Brarup Sogn (Notfeld/Nøddefjeld, Plejstrup og Sønderbrarup), Nørre Brarup Sogn (Nørrebrarup, Skæggerød), Tumby Sogn (Snarup) og Tolk Sogn (Skolderup), hvoraf kun Skæggerød, Skolderup og Snarup kan føres tilbage til det forhenværende geltingske strøgods. I 1636 opnåede Dollerød satus som selvstændigt adelsgods under Angels godsdistrikt. I 1700-tallet skiftede gårdene i Goltoft til Ulsnæs fogderi og gårdene i Skolderup og Snarup til Mårkær. Som følge af patrimonialjurisdiktionens afskaffelse i 1853 kom Dollerød som alle andre godser i Angels godsdistrikt under det nyoprettede Kappel Herred. 
Dollerød er første gang nævnt 1231. Stednavnets første led henføres til mandsnavn Dolle eller til oldn. dalr (≈dal, sml. Dollerup). Navnets anden led beskriver en rydning.